# Свети Архангел Михаил (Куново)
Вижте пояснителната страница за други значения на Свети Архангел Михаил.
„Свети Архангел Михаил“ (на македонска литературна норма: „Свети Архангел Михаил“) е възрожденска църква в гостиварското село Куново, Северна Македония, част от Тетовско-Гостиварската епархия на Македонската православна църква – Охридска архиепископия. Църквата е изградена в XVIII век върху руините на по-стар храм, за което свидетелства олтарният кръст. Разположена е в местността Мартинец, на около 1 km над селото, на над 1000 метра надморска височина. Покривната конструкция на храма е обновена в 2008 година.